# Wimbledon Championships 1914
Die 38. Auflage der Wimbledon Championships fand 1914 auf dem Gelände des All England Lawn Tennis and Croquet Club an der Worple Road statt. Es war das letzte Turnier vor Ausbruch des Ersten Weltkriegs. Erst 1919 sollten die nächsten Wimbledon Championships veranstaltet werden.

## Herreneinzel

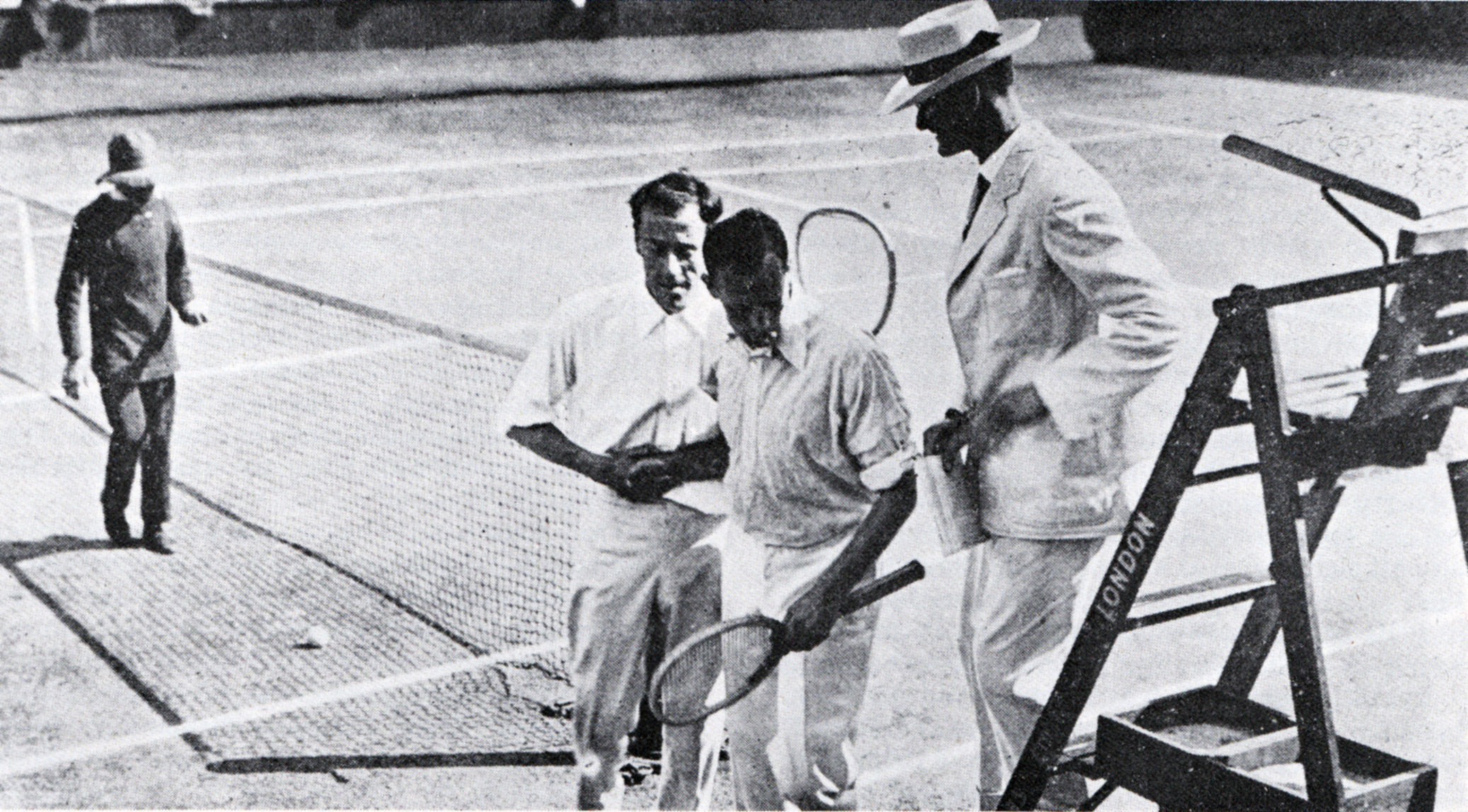
Nach dem Einzelfinale der Herren, Brookes und Wilding

Norman Brookes errang seinen zweiten Titel mit einem Sieg in der Challenge Round über den Vorjahressieger Anthony Wilding.

## Dameneinzel
Dorothea Douglass-Chambers siegte bei den Damen und gewann ihren siebten und letzten Titel.

## Herrendoppel
Norman Brookes und Anthony Wilding gewannen das Herrendoppel-Turnier.

## Damendoppel
Im Damendoppel konnten sich Elizabeth Ryan und Agnes Morton durchsetzen.

## Mixed
Im Mixed errangen Ethel Thomson Larcombe und James Parke den Titel.